# Hackensack (tribu)

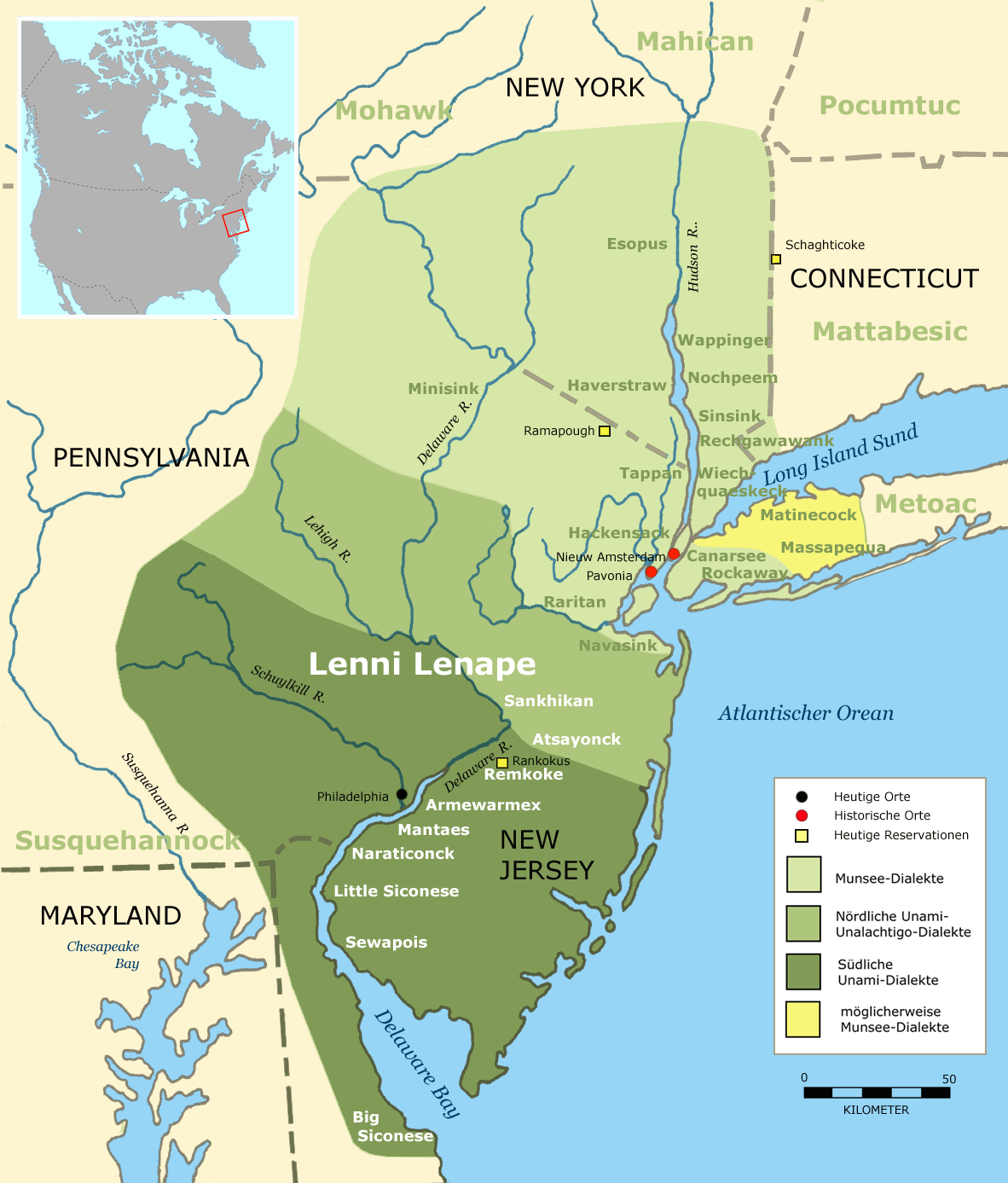
Localisation des Hackensack à l'Est de l'île de Manhattan.

Le terme Hackensack est un exonyme donné par les colons hollandais aux tribus amérindiennes des Lénapes ou Delawares vivant aux contacts de leur colonies.  
Les colons dénommèrent les tribus amérindiennes voisines de leur colonies du terme de Hackensack qui est une déformation phonétique du territoire amérindien diversement orthographié Ack-kinkas-hacky, Achkinhenhcky, Achinigeu-hach ou Ackingsah-sac (entre autres) et traduit par "lieu de sol pierreux" ou "embouchure d'une rivière".
Les Hackensack formaient un ensemble de tribus parlant la langue unami et vivant dans la région du New Jersey et le long du fleuve Hudson sur la rive opposée à l'île de Manhattan.
Les Hackensack (comme l'ensemble des Lénapes-Delawares) vivaient dans des campement villageois semi-nomades. Ils quittaient leur emplacement plusieurs années d'intervalle pour permettre à la terre de se renouveler pour leur agriculture, notamment celle du tabac qu'il fumaient dans des longues pipes ou calumet. Ils pratiquaient également la cueillette et la pêche.
En 1609, Henry Hudson fut le premier Européen à entrer en contact avec les Hackensack lors de la fondation de la colonie de La Nouvelle-Amsterdam à la pointe de l'île de Manhattan. Les Amérindiens échangèrent des peaux de castors contre des produits manufacturés, de l'alcool et même des armes à feu et de  la poudre à canon.
Les Hackensack furent mêlés, comme les autres tribus Lénapes-Delawares, à la guerre de Kieft de 1643-1645 contre les colons hollandais.
Dans la seconde moitié du XVIIe siècle, après la deuxième guerre anglo-néerlandaise et la capitulation de La Nouvelle-Amsterdam, la colonie hollandaise passa sous le contrôle des Anglais. Les Anglais agrandirent leurs territoires sur celui des Hackensack et de la Nation Lénape qu'ils nommèrent Delaware. Plusieurs villes furent fondées et les quakers furent parmi les premiers à s'implanter sur ces nouveaux territoires.
Bientôt les pandémies, (fièvre jaune, variole, grippe, encéphalite léthargique, etc.), firent succomber la majorité des Amérindiens. En une centaine d'années seulement (1600-1700), la population des Lénapes-Delawares passa de plus de 20 000 personnes à moins de 4 000 survivants.

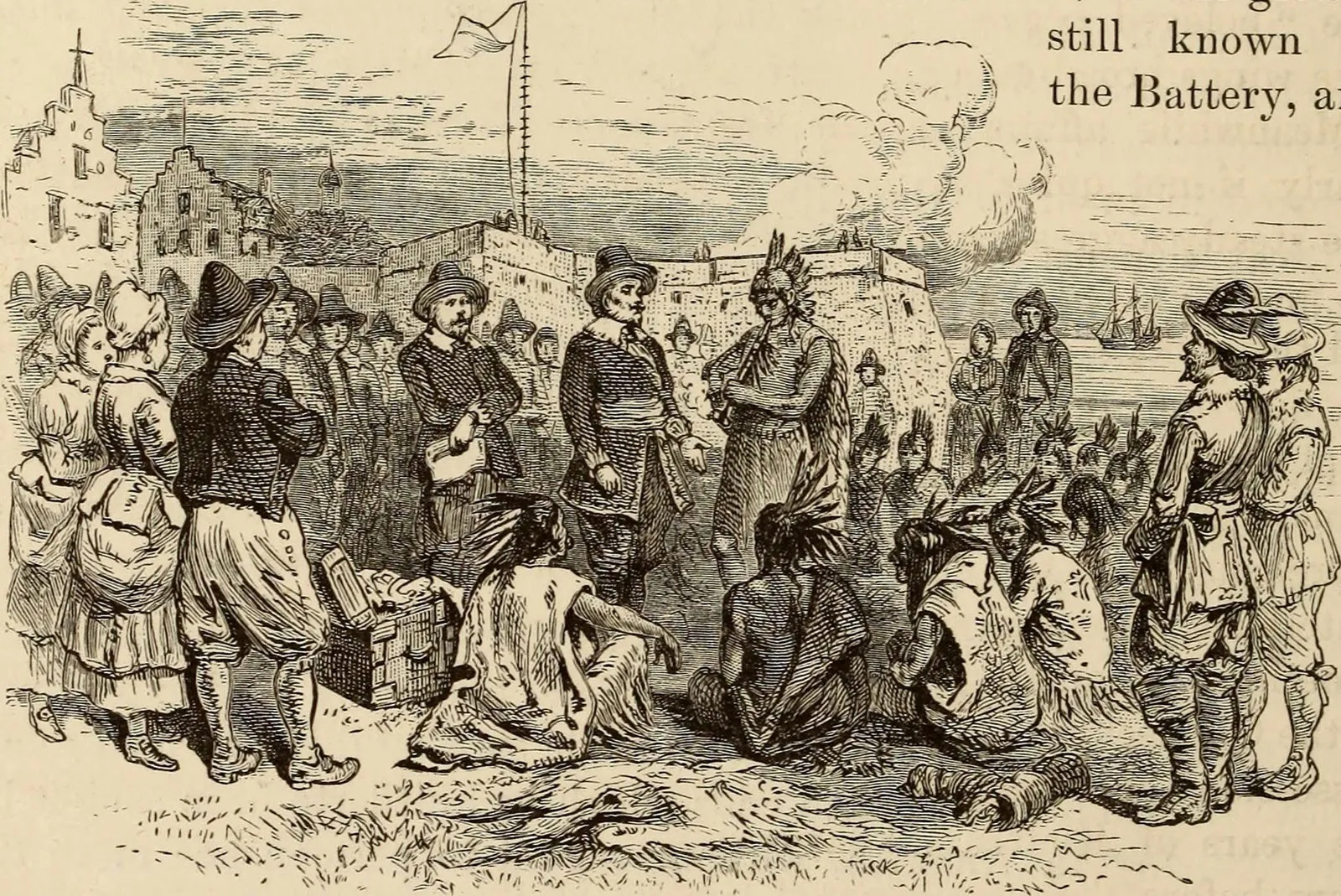
Calumet de la paix entre colons hollandais et Amérindiens Lénapes-Delawares. Willem Kieft et un Algonquian Chief, 1645